# Тапар, Минакши
Мина́кши Тапа́р (хинди मीनाक्षी थापर; 4 октября 1984, Дехрадун — 19 апреля 2012, Горакхпур) — индийская актриса

.

## Биография
Минакши Тапар родилась 4 октября 1984 года в Дехрадуне (ныне штат Уттаракханд, Индия).
Начала свою кинокарьеру в 2011 году, сыграв роль в фильме «404».
В апреле 2012 года, на съёмках своего второго фильма «Героиня», Минакши была похищена своим коллегой-актёром Амитом Джейсуол и его подругой Прити Сурин, которые услышали, что она из богатой семьи. Похитители потребовали от матери Тапар выкуп в 1 500 000 рупий ($ 28 655.50 или £ 18 000). Мать актрисы смогла заплатить только 60 000 рупий ($ 1146.22 или £ 730).
Позже разъярённые похитители задушили Минакши в гостинице, а затем обезглавили. Тело актрисы убийцы оставили в резервуаре для воды, а её голову выкинули из автобуса по пути в Мумбаи.
Виновные были пойманы и осуждены.